# Scotowithius helenae
Scotowithius helenae es una especie de arácnido del orden Pseudoscorpionida de la familia Withiidae.

## Distribución geográfica
Se encuentra en la Isla Santa Helena.